# 1529 год в науке
В 1529 году произошли различные научные и технологические события, некоторые из которых представлены ниже.

## События
- В Италии началось выращивание фасоли, незадолго до того завезенной из Америки[1].
- Попытка Османской империи прорыть «канал фараонов» между Красным морем и Нилом закончилась неудачей[2].

## Публикации

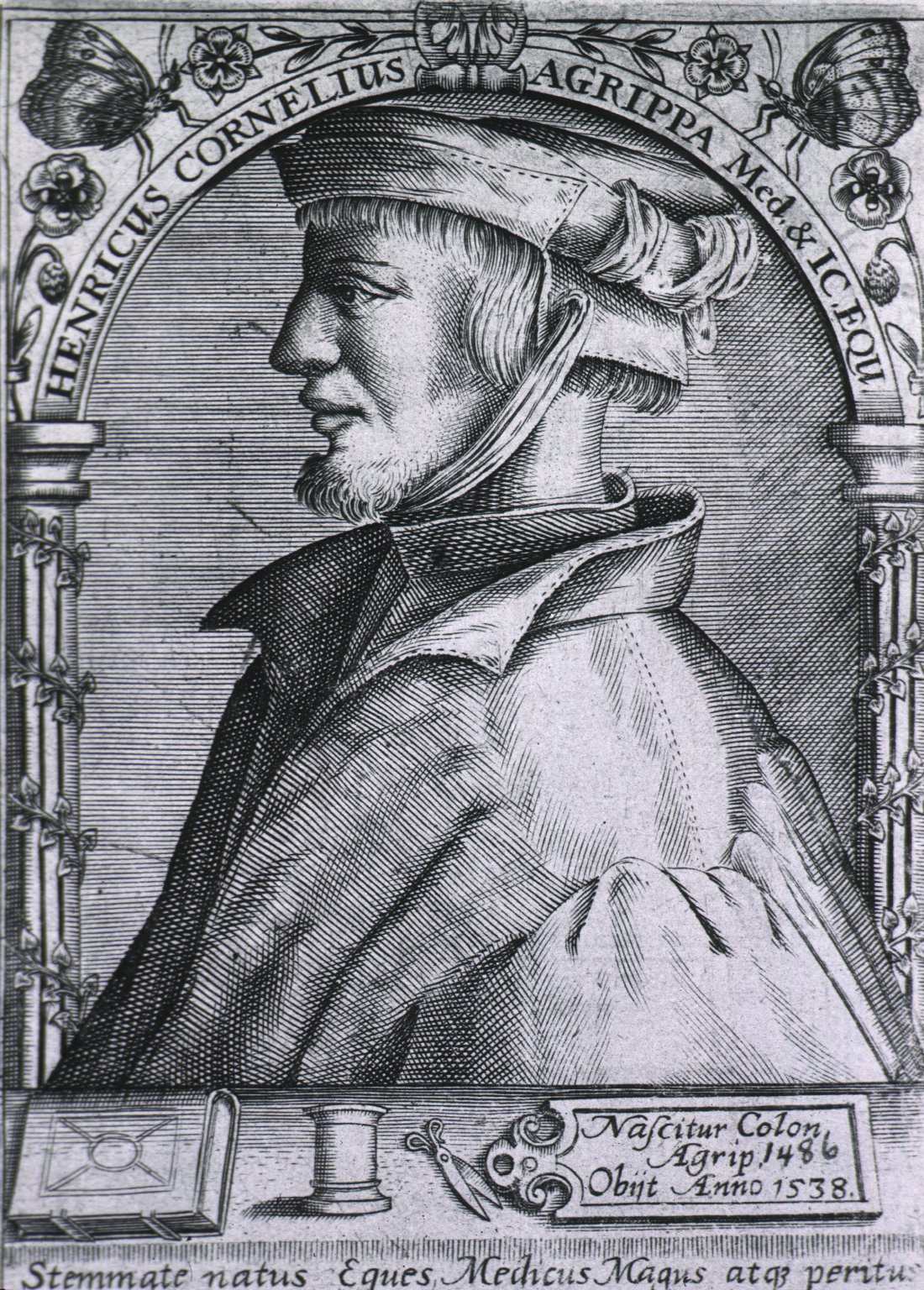
Агриппа Неттесгеймский

- Агриппа Неттесгеймский: «О благородстве и превосходстве женского пола» (De nobilitate et præcellentia feminei sexes),
- Петер Апиан опубликовал самое известное своё произведение: «Introductio Cosmographiae, cum quibusdam Geometriae ac Astronomiae principiis eam necessariis ad rem»[3].
- Георгий Агрикола впервые описал соединение фтора (плавиковый шпат)[4].

## Родились
См. также: Категория:Родившиеся в 1529 году'
- 25 апреля – Франческо Патрици, итало-хорватский учёный и философ (умер в 1597 году).

## Скончались
См. также: Категория:Умершие в 1529 году